# Otão II de Brandemburgo

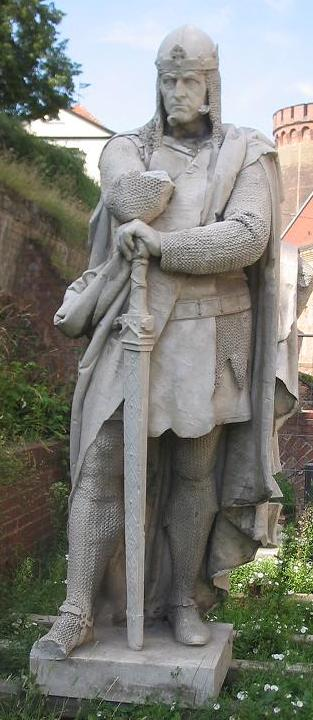
Monumento a Otão II na Catedral de Spandau.

Otão II (? - 4 de julho de 1205) foi o terceiro marquês de Brandemburgo, de 1184 até sua morte.
Era filho de Otão I e de Judite da Polônia, filha de Boleslau III, duque da Polônia.
Após suceder o pai, melhorou a defesa e o povoamento de Brandemburgo e promoveu campanhas contra os eslavos e Canuto VI da Dinamarca. No inverno de 1198-99, devastou a Pomerânia dinamarquesa e consolidou seus ganhos territoriais no ano seguinte com uma campanha que pressionou Rügen e ameaçou Hamburgo. Em 1200 e 1203, apoiou o rei de Hohenstaufen, Filipe da Suábia, contra o imperador Oto IV.
Ao falecer, seu corpo foi sepultado no mausoléu da família na Abadia de Lehnin. Foi sucedido por seu irmão Alberto.